# یوکاری یاماموتو
یوکاری یاماموتو (انگلیسی: Yukari Yamamoto؛ زادهٔ ۳۱ مهٔ ۱۹۸۱) بازیکن هاکی روی چمن زن اهل ژاپن است.